# فهرست شرکت‌های بزرگ افغانستان

موقعیت افغانستان در نقشه

افغانستان یک کشور محصور در خشکی بین جنوب آسیا و آسیای مرکزی موقعیت دارد.
افغانستان یک کشور رو به توسعه است، این کشور فقیرترین کشور جهان نیز می‌باشد، هرچند برای دهه‌ها اینجا جنگ و کمبود سرمایه‌گذاری‌های خارجی بوده‌است. در سال ۲۰۱۴ نرخ تولید ناخالص ملی ۶۰٫۵۸ میلیارد دالر و سرانه تولید ناخالص داخلی ۱۹۰۰ دالر بوده‌است. صادرات کشور در سال ۲۰۱۲, به ارزش ۲٫۷ میلیارد دالر بوده و نرخ بیکاری گزارش شده در سال ۲۰۰۸, ۳۵ فیصد بوده‌است. مطابق به گزارش ۲۰۰۹, ۴۲ فیصد مردم آن با درآمد ۱ دالر در روز زندگی می‌کنند. این کشور کمتر از ۱٫۵ میلیارد دالر بدهی خارجی دارد.
اقتصاد افغانستان ۱۰ فیصد رشد سالانه در دهه‌های اخیر داشته‌است، که بخاطر تزریق بیش از ۵۰ میلیارد دالر کمک‌های خارجی و وجه‌های ارسالی مهاجران افغان می‌باشد. همچنان بخاطر پیشرفت به وجود آمده از سیستم حمل و نقل و تولیدات زراعتی است که ستون فقرات اقتصاد کشور را تشکیل می‌دهد.

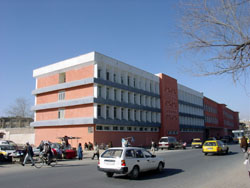
وزارت مالیه افغانستان در کابل.
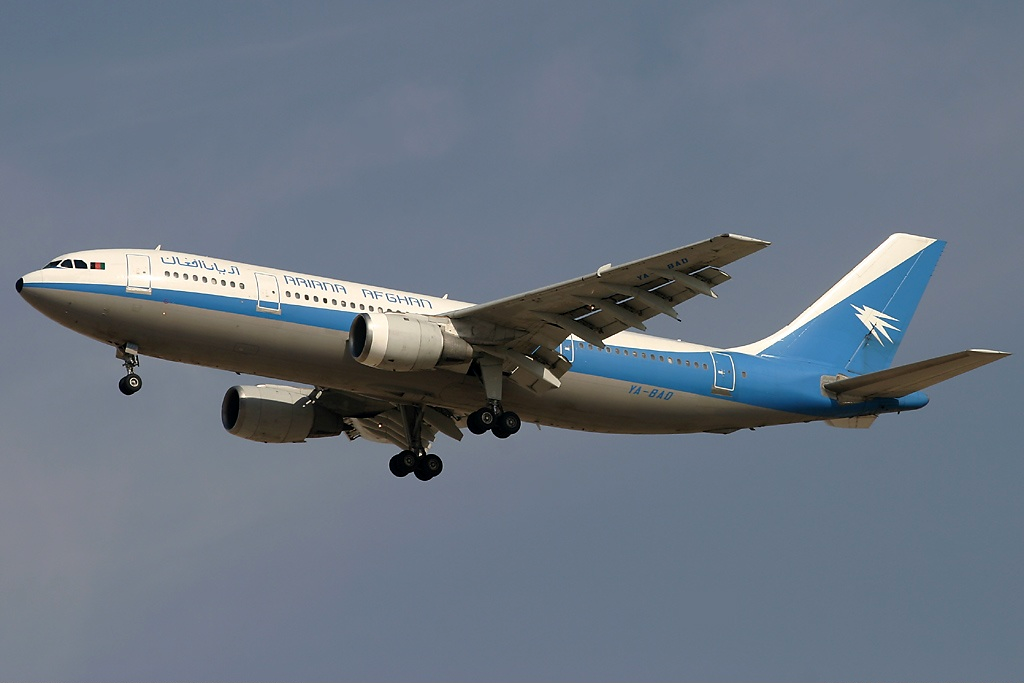
یک فروند ایرباس ای ۳۰۰ هواپیمایی آریانا در فرودگاه بین المللی دبی.
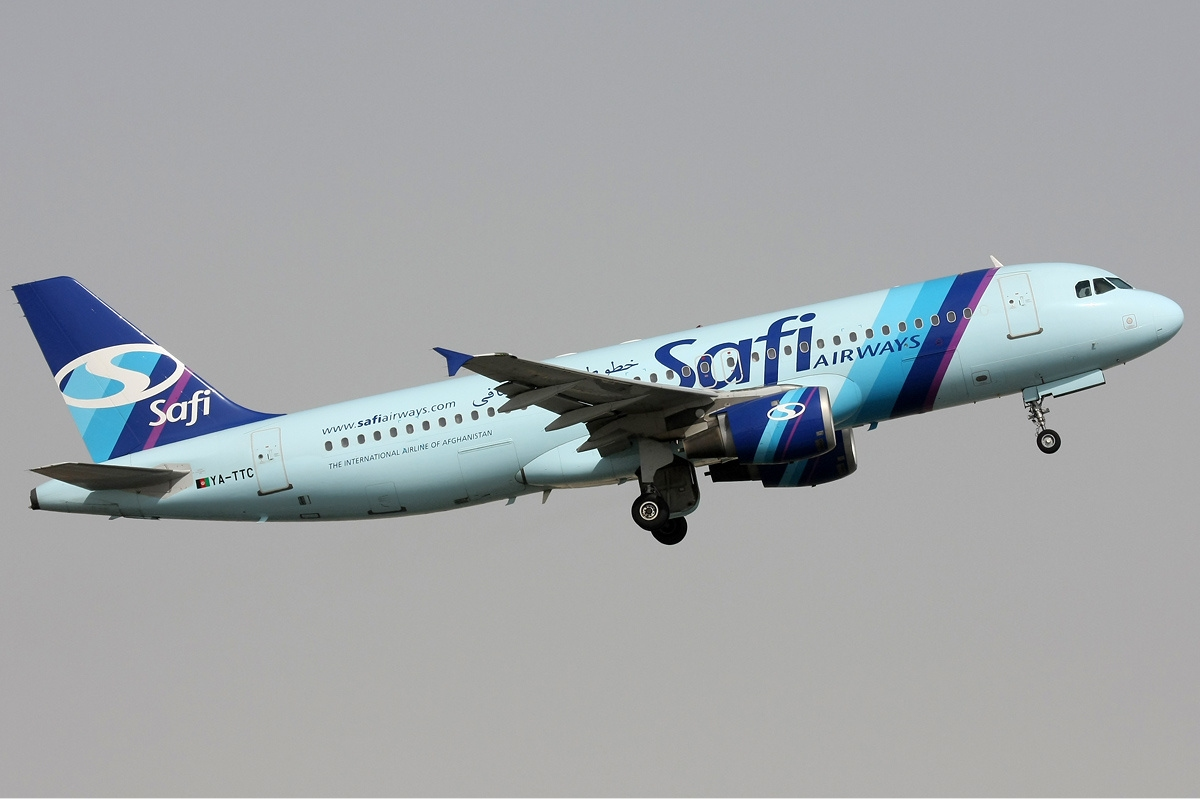
یک فروند ایرباس ای ۳۲۰ خطوط هوایی صافی در فرودگاه بین المللی دبی.

## شرکت‌های قابل توجه
این لیست شامل شرکت‌های برجسته کشور می‌شود که در خود افغانستان پایه‌گذاری شده‌است. بخش خصوصی و صنعت رده‌بندی نشان طبقه‌بندی صنایع را دنبال می‌کند. سازمان‌هایی که فعالیت‌های شانرا متوقف کرده‌اند به حیث شرکت‌های منحل شده در لیست درج شده‌اند.
| نام                                   | صنعت                        | بخش                               | مقرها    | بنیان‌گذاری‌شده   | Notes                              |
| ------------------------------------- | --------------------------- | --------------------------------- | -------- | --------------- | ---------------------------------- |
| شرکت خدمات مشوره دهی تجاری مکث (MACS) | مشوره دهی                   | تجاری، تولیدی، خدماتی و بازاریابی | هرات     | ۲۰۱۸            | www.macs-gc.com                    |
| اماریان زعفران لمیتید                 | غذا                         | تولیدات زراعی                     | هرات     | ۲۰۰۴            |                                    |
| افغان فیلم                            | خدمات مصرفی نشراتی و سرگرمی | کابل                              | ۱۹۶۸     | State run film  | {{{6}}}                            |
| تصویر افغان                           | خدمات مصرفی و چاپی          | کابل                              | ۲۰۰۴     | مجله            | {{{6}}}                            |
| افغان تیلی کام                        | ارتباطات دوربرد             | خط ثابت ارتباطات دوربرد           | کابل     | ۲۰۰۵            |                                    |
| افغان بیسیم                           | ارتباطات دوربرد             | ارتباطات دوربرد تلفن‌های همراه     | کابل     | ۱۹۹۸            |                                    |
| بانک بین‌المللی افغانستان              | مالی                        | بانک‌ها                            | کابل     | ۲۰۰۴            | بانک تجارتی                        |
| هواپیمایی آریانا افغان                | خدمات مصرفی                 | خطوط هوایی                        | کابل     | ۱۹۵۵            | متعلق به دولت، هواپیمایی ملی       |
| تلویزیون آریانا                       | خدمات مصرفی                 | نشراتی و سرگرمی                   | کابل     | ۲۰۰۵            | تلویزیون                           |
| شرکت AZ                               | صنعتی                       | ساخت لوازم و اثاثیه               | کابل     | ۲۰۰۱            | ساخت و ساز                         |
| عزیزی بانک                            | مالی                        | بانک‌ها                            | کابل     | ۲۰۰۶            | بانک                               |
| هواپیمایی باختر افغان                 | خدمات مصرفی                 | هواپیمایی                         | کابل     | ۱۹۶۷            | هواپیمایی، غیرفعال ۱۹۸۸            |
| آژانس خبرگزاری باختر                  | خدمات مصرفی                 | نشراتی و سرگرمی                   | کابل     | ۱۹۳۹            | آژانس خبرگزاری متعلق به دولت       |
| بانک ملی افغان                        | مالی                        | بانک‌ها                            | کابل     | ۱۹۳۳            | بانک                               |
| د افغانستان بانک                      | مالی                        | بانک‌ها                            | کابل     | ۱۹۳۹            | بانک مرکزی                         |
| هواپیمایی ایست هوریزن                 | خدمات مصرفی                 | هواپیمایی                         | کابل     | ۲۰۱۳            | هواپیمایی                          |
| اولین بانک قرضه‌های کوچک افغانستان     | مالی                        | بانک‌ها                            | کابل     | ۲۰۰۴            | بانک وام قرضه‌های کوچک              |
| ساخت و ساز و سرکسازی ادریس            | صنعتی                       | قیر ریزی و ساخت و ساز             | کابل     | ۲۰۰۴            | ساخت و ساز                         |
| خدمات لجستیک و ساخت و ساز وحید الیاس  | خدمات مصرفی                 | ساخت و ساز                        | کابل     | ۲۰۰۴            | لجستیک                             |
| تولید و تجدید برق ادریس               | صنعتی                       | تولید انرژی                       | کابل     | ۲۰۰۴            |                                    |
| ام تی ان افغانستان                    | ارتباطات دوربرد             | ارتباطات دوربرد تلفن‌های همراه     | کابل     | ۲۰۰۴            |                                    |
| فاینست لمیتید                         | خدمات مصرفی                 | فروشگاه                           | کابل     | ۲۰۰۴            | فروشگاه زنجیره ای خصوصی            |
| کام ایر                               | خدمات مصرفی                 | هواپیمایی                         | کابل     | ۲۰۰۳            | هواپیمایی                          |
| خامه پریس                             | خدمات مصرفی                 | چاپی                              | کابل     | ۲۰۱۰            | روزنامه آنلاین                     |
| هواپیمایی خیبر افغان                  | صنعتی                       | ترانسپورت صنعتی                   | جلال‌آباد | ۲۰۰۱            | هواپیمایی باربری                   |
| گروه رسانه موبی                       | خدمات مصرفی                 | کابل                              | ۲۰۰۲     | نشراتی و سرگرمی | {{{6}}}                            |
| کابل بانک                             | مالی                        | بانک‌ها                            | کابل     | ۲۰۰۴            | بانک                               |
| آژانس خبرگزاری پژواک                  | خدمات مصرفی                 | نشراتی و سرگرمی                   | کابل     | ۲۰۰۳            | آژانس خبرگزاری                     |
| خطوط هوایی پامیر                      | خدمات مصرفی                 | هواپیمایی                         | کابل     | ۱۹۹۴            | هواپیمایی خصوصی، غیرفعال ۲۰۱۱      |
| پشتنی بانک                            | مالی                        | بانکها                            | کابل     | ۱۹۵۴            | شرکت ملی افغان (دولتی)             |
| انستیتیوت تحصیلات عالی رنا            | خدمات مصرفی                 | کابل                              | ۲۰۰۹     | دانشگاه خصوصی   | {{{6}}}                            |
| روشن                                  | ارتباطات دوربرد             | ارتباطات دوربرد تلفن‌های همراه     | کابل     | ۲۰۰۳            |                                    |
| خطوط هوایی صافی                       | خدمات مصرفی                 | هواپیمایی                         | کابل     | ۲۰۰۶            | هواپیمایی خصوصی                    |
| وطن گروپ                              | مختلط                       | مختلط                             | کابل     | ۲۰۰۲            | ارتباطات دوربرد، استخراج نفت و گاز |